# Bāb Zeytūn
Bāb Zeytūn (persiska: باب زیتون) är en ort i Iran.   Den ligger i provinsen Kerman, i den centrala delen av landet, 800 km sydost om huvudstaden Teheran. Bāb Zeytūn ligger 2 598 meter över havet och antalet invånare är 772.
Terrängen runt Bāb Zeytūn är huvudsakligen kuperad, men åt sydväst är den bergig.Runt Bāb Zeytūn är det glesbefolkat, med 12 invånare per kvadratkilometer. Bāb Zeytūn är det största samhället i trakten. Omgivningarna runt Bāb Zeytūn är i huvudsak ett öppet busklandskap.